# Přenechání věci k užití jinému
Občanský zákoník upravuje v ustanovení § 2189–2400 následující způsoby smluvního přenechání věci k užití jinému: 
1. Výprosa
2. Výpůjčka
3. Nájem
4. Pacht
5. Licence
6. Zápůjčka
7. Úvěr

Všechny tyto smluvní typy spojuje, že ten, komu je věc přenechána, se nestává jejím vlastníkem (na rozdíl např. od darování či koupě) a že ten, komu je věc přenechána, má právo ji užívat (na rozdíl např. od úschovy, kde je k užívání věci třeba zvláštní dohody).  
Jednotlivé smluvní typy se liší zejména podle
A) Přenechávané věci
- předmětem výpůjčky může být pouze nezuživatelná věc, tedy věc, která běžným užíváním nezaniká, resp. nemění se její podstata, např. hmotné věci nemovité (pozemky nebo stavby) a věci nehmotné; oproti tomu věcí zuživatelnou jsou např. potraviny, spotřební zboží či věci, které jsou za běžných okolností zpracovávány, jako je stavební materiál (§ 500 OZ).
- předmětem zápůjčky může být pouze zastupitelná věc, tedy movitá věc, která může být nahrazena jinou věcí téhož druhu (např. potraviny, suroviny, peníze, nástroje), zatímco u věci nezastupitelné to možné není (např. originály uměleckých děl).
- předmětem úvěru mohou být pouze peněžní prostředky
- předmětem licence může být pouze výkon práva duševního vlastnictví

B) Odměny věřitele – výprosa a výpůjčka jsou vždy bezúplatné, úvěr je vždy úročený. Zápůjčka je úročená, pouze je-li to ujednáno. 
C) Druhu smlouvy
- smlouva reálná – k uzavření smlouvy dochází až předáním předmětu smlouvy,
- smlouva konsensuální – k uzavření smlouvy dochází  už samotnou dohodou.

D) Způsobu, jakým se věřitel může domáhat vrácení věci: Pro výprosu je charakteristické, že půjčitel může požadovat její vrácení kdykoliv. U ostatních smluvních typů může být smlouvou ujednána doba, na kterou je věc dlužníkovi přenechána, nebo podmínky, za nichž může věřitel smlouvu vypovědět, nebo tyto podmínky vyplývají ze zákona. 
E) Oprávnění nakládat s věcí: U všech zmíněných smluvních typů má věřitel právo věc užívat. To odlišuje např. výpůjčku od úschovy. Nájem od pachtu odlišuje, že nájemce je oprávněn věc pouze užívat, zatímco pachtýř je oprávněn věc užívat a požívat (má právo na plody a užitky takové věci). 

## Rozlišení jednotlivých smluvních typů
Výprosa je vždy bezúplatná. Jejím předmětem je přenechání věci k užívání, přičemž není stanovena doba, na kterou je věc půjčena. Půjčitel tak může po tzv. výprosníkovi požadovat vrácení věci kdykoliv.  
Předmětem výpůjčky je přenechání nezuživatelné věci, tedy věci, která se užíváním nespotřebovává, k dočasnému užívání. Vypůjčitel se nestává vlastníkem vypůjčené věci. Při výpůjčce je vypůjčitel povinen vrátit tutéž věc, která mu byla přenechána. Výpůjčka je vždy bezúplatná, což je její hlavní odlišující znak oproti nájmu. Pacht se od nájmu liší zejména v tom, že pachtýř je kromě oprávnění věc užívat oprávněn věc i požívat.   
Zápůjčka může být smlouvou bezúplatnou i úplatnou. Dochází k přenechání věci zastupitelné, vydlužitel se stává jejím vlastníkem. Nezavazuje se vrátit tutéž věc, ale věc stejného druhu (pokud by měla být vrácena druhově odlišná věc, nejednalo by se o smlouvu o zápůjčce, ale např. o směnnou smlouvu nebo kupní smlouvu).  
Předmětem úvěru je úplatné přenechání peněžních prostředků. Odlišností mezi úvěrem a peněžitou zápůjčkou je, že smlouva o zápůjčce je reálný kontrakt, tj. vzniká až přenecháním věci (peněžních prostředků) vydlužiteli, zatímco smlouva o úvěru je smlouvou konsenzuální a vzniká již uzavřením smlouvy.      
| Smluvní typ | Zákonné označení věřitele | Zákonné označení dlužníka | Druh smlouvy | Předmět                           | Odměna věřitele                           |
| ----------- | ------------------------- | ------------------------- | ------------ | --------------------------------- | ----------------------------------------- |
| výprosa     | půjčitel                  | výprosník                 | reálná       | věc, jež užíváním nezaniká        | bezplatně                                 |
| výpůjčka    | půjčitel                  | vypůjčitel                | reálná       | nezuživatelná věc                 | bezplatně                                 |
| nájem       | pronajímatel              | nájemce                   | konsenzuální | nemovitá nebo nezuživatelná věc   | nájemné                                   |
| pacht       | propachtovatel            | pachtýř                   | konsenzuální | nemovitá nebo nezuživatelná věc   | pachtovné nebo poměrná část výnosu z věci |
| licence     | poskytovatel              | nabyvatel                 | reálná       | výkon práva duševního vlastnictví | za odměnu, není-li ujednáno jinak         |
| zápůjčka    | zapůjčitel                | vydlužitel                | reálná       | zastupitelná věc                  | lze ujednat úroky                         |
| úvěr        | úvěrující                 | úvěrovaný                 | konsenzuální | peněžní prostředky                | úroky                                     |